# Parafia Narodzenia Najświętszej Maryi Panny w Tulcach
Parafia Narodzenia Najświętszej Maryi Panny – rzymskokatolicka parafia znajdująca się we wsi Tulce, w gminie Kleszczewo, w powiecie poznańskim. Należy do dekanatu swarzędzkiego. 
Od 2011 roku proboszczem parafii jest ks. Marian Libera.
Parafia tulecka istniała już w XII wieku. Murowany, późnoromański kościół parafialny powstał w XIII wieku. Znajduje się na Szlaku Romańskim.